# Hydrochus megaphallus
Hydrochus megaphallus – gatunek chrząszcza z rodziny wodopływkowatych.

## Taksonomia
Gatunek ten opisany został po raz pierwszy w 1988 roku przez Arnoldusa Laurentiusa van Berge Henegouwena.

## Morfologia
Chrząszcz o wydłużonym, ale szerszym i krótszym niż u H. crenatus ciele długości od 3 do 3,8 mm, ubarwionym czarno z nieznacznym połyskiem brązowym na pokrywach oraz z niemal jednolicie czarnobrązowymi odnóżami. Głowa jest zaopatrzona w duże, wyłupiaste oczy. Czułki mają trzy ostatnie człony owłosione i formujące buławkę. Długość głaszczków szczękowych jest zbliżona do długości czułków, a ich człon ostatni jest dłuższy niż przedostatni. Przedplecze jest mniej więcej tak szerokie jak głowa i wyraźnie węższe od pokryw. Ma wierzch o zlewającym się punktowaniu i marszczeniu oraz z płaskawymi wciskami, niewyraźnie rozdzielonymi przez punktowane żeberka. Zarys przedplecza jest wyraźnie szerszy niż dłuższy, najszerszy w ⅓ długości i od tego miejsca zaokrąglony ku przodowi oraz zwężony ku tyłowi. Pokrywy są półtorakrotnie dłuższe niż szerokie, najszersze w pobliżu środka, o wyraźnie punktowanych rzędach oraz równomiernie i równie wysoko wyniesionych kilowato międzyrzędach trzecim, piątym, siódmym i dziewiątym. Rzędy i międzyrzędy pokryw nie są przerwane przedwierzchołkowo poprzeczną listewką. Genitalia samca cechują się edeagusem długości około 1 mm, co stanowi mniej około ⅓ długości ciała.

## Ekologia i występowanie
Chrząszcz wodny, acydofilny, zasiedlający rowy i kałuże o gliniastym podłożu.
Gatunek palearktyczny, o środkowoeuropejskim typie rozsiedlenia, znany z Wielkiej Brytanii, Belgii, Holandii, Niemiec, Szwajcarii, Austrii, Danii, Szwecji, Norwegii, Finlandii, Estonii, Polski, Czech, Węgier, Białorusi, Rumunii i europejskiej części Turcji. Na „Czerwonej liście gatunków zagrożonych Republiki Czeskiej” umieszczony został jako gatunek bliski zagrożenia wymarciem (NT).